# Fred McGriff
Frederick Stanley McGriff (né le 31 octobre 1963 à Tampa, Floride, États-Unis) est un ancien joueur de baseball de la Ligue majeure de baseball. Il a évolué au poste de premier but de 1986 à 2004.
Même s'il n'a jamais frappé plus de 37 coups de circuits lors d'une saison, il a fini sa carrière avec 493 circuits, tout proche du palier symbolique des 500 circuits en carrière. Il a remporté la Série mondiale en 1995 avec les Braves d'Atlanta. 

## Début de carrière
Fred McGriff est choisi au 9e tour du repêchage amateur de 1981 par les Yankees de New York (232e choix global). Il commence sa carrière professionnelle dans l'organisation des Yankees au niveau recrue pendant deux saisons. Le 9 décembre 1982, il est transféré aux Blue Jays de Toronto (Ligue américaine). Les Yankees considèrent à l'époque qu'il n'y a guère d'avenir pour McGriff au premier but, une position occupée à New York par le vétéran Don Mattingly. Le voltigeur Dave Collins et le lanceur droitier Mike Morgan passent aussi aux Blue Jays dans la transaction, alors que les Yankees reçoivent le joueur de ligues mineures Tom Dodd et le lanceur de relève droitier Dale Murray. Finalement, cet échange sera fortement à l'avantage des Blue Jays.
McGriff fait trois apparitions avec Toronto en 1986, dont ses débuts dans le baseball majeur le 17 mai, puis la saison suivante il est aligné le plus souvent comme frappeur désigné. Il frappe plus de 30 circuits par saison avec les Blue Jays entre 1988 et 1990, finissant en tête du classement des circuits en 1989. La saison 1990 confirme son statut de frappeur de puissance avec une moyenne au bâton de ,300 et 35 circuits.
Le 5 décembre 1990, Fred McGriff est transféré aux Padres de San Diego en compagnie de Tony Fernández, en échange de Roberto Alomar et Joe Carter, deux joueurs qui seront décisifs à Toronto pour la conquête de leurs deux Séries mondiales en 1992 et 1993. Lorsqu'elle est conclue, l'échange entre les Padres et les Blue Jays, impliquant 4 joueurs étoiles, est décrit comme « le plus gros des dernières années ».
Il frappe dans une moyenne de ,278 avec 31 circuits pour San Diego en 1991. La saison suivante, il termine une nouvelle fois en tête du classement des coups de circuit avec 35, devenant le premier joueur à remporter le championnat des circuits dans les deux ligues depuis Sam Crawford en 1901 dans la Ligue nationale et 1908 dans la Ligue américaine.
Le 18 juillet 1993, il est à nouveau transféré, cette fois vers les Braves d'Atlanta, permettant aux Padres d'alléger leur masse salariale. Dès son premier match à Atlanta, il frappe un circuit décisif lors de la victoire des Braves face aux Cardinals de Saint-Louis. Ses performances offensives permettent aux Braves de remporter un nouveau titre de division, et il obtient son meilleur total de circuits sur une saison avec 37 (18 pour San Diego et 19 pour Atlanta).
En 1994, la saison est arrêtée en raison d'une grève des joueurs. McGriff, qui avait déjà frappé 34 circuits avec une moyenne de ,318 en 113 rencontres, aurait pu battre ses propres records sur une saison. Il remporte le titre de meilleur joueur du match des étoiles après avoir cogné le circuit victorieux pour l'équipe de Ligue nationale.
Ses performances restent stables en 1995 alors qu'il évolue au milieu de l'alignement des Braves. En série mondiale 1995, il participe à la victoire des Braves avec une moyenne au bâton de ,261 et 2 circuits en 6 matchs. Lors des deux saisons suivantes, ses statistiques sont en baisse, il ne frappe que 22 et 19 circuits. À la fin de la saison 1997, il est transféré aux Devil Rays de Tampa Bay, la nouvelle franchise de Ligue américaine pour la saison 1998.

## Fin de carrière
L'arrivée à Tampa, sa ville natale, semblait annoncer une fin de carrière pour McGriff. Il finit la saison 1998 avec une moyenne au bâton de ,278 et seulement 19 circuits. Cependant, il connaît une amélioration l'année suivante avec 32 circuits et une moyenne au bâton de ,310, sa meilleure moyenne en carrière. Ses performances lui donnent un espoir de franchir le cap convoité des 500 circuits en carrière. Avec les Devil Rays le 23 septembre 2000, McGriff frappe contre Roy Halladay des Blue Jays de Toronto son 200e circuit en Ligue américaine : il devient ainsi le second frappeur de l'histoire du baseball (après Frank Robinson) à compter 200 circuits dans chaque ligue.
Après une saison 2000 solide et un bon début de saison 2001, les Cubs de Chicago cherchent à s'attirer les services de McGriff pour accéder aux séries éliminatoires. Il est envoyé aux Cubs le 27 juillet 2001 en échange du joueur de champ intérieur Jason Smith et du lanceur droitier Manny Aybar. McGriff frappe 12 circuits et obtient une moyenne de ,282 en 49 matchs avec les Cubs. Cependant, son équipe ne décroche pas de place pour les éliminatoires de fin de saison. Sa saison 2002 est du même calibre avec 30 circuits supplémentaires. Il signe alors un contrat d'agent libre avec les Dodgers de Los Angeles pour une saison. À près de 40 ans, il obtient 13 circuits en 86 matchs en Californie.
Les Devil Rays resignent McGriff lors de la présaison 2004 dans l'espoir de le voir atteindre les 500 circuits dans sa ville natale. Malheureusement, il ne frappe que 2 circuits en 27 matchs. Il est libéré par son club le 28 juillet, à 7 circuits de son objectif. Sans club au début de la saison 2005, il annonce officiellement sa retraite sportive, ayant cumulé 493 coups de circuit en 2 460 matchs de Ligue majeure.

## Après-carrière

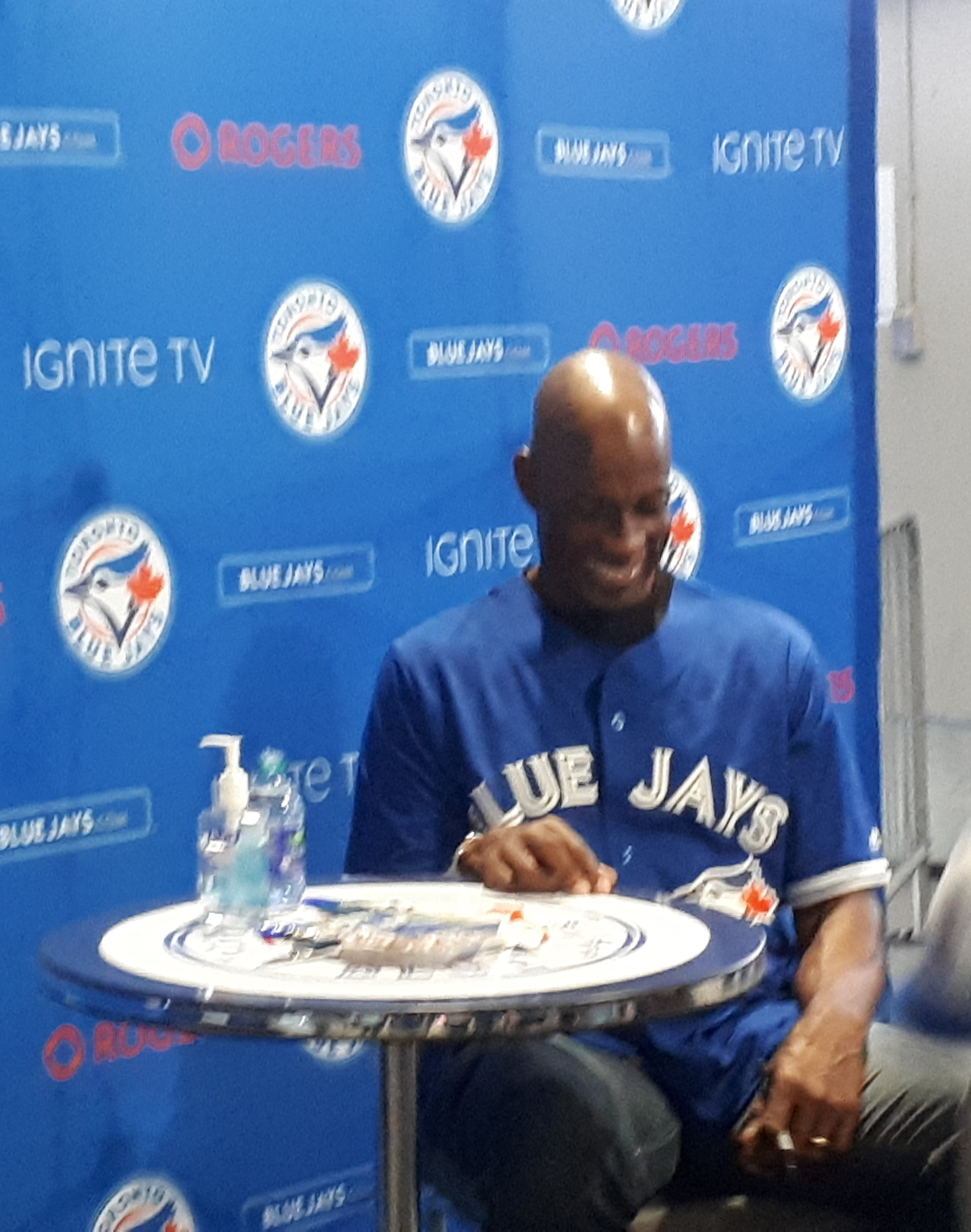
McGriff en 2019.

McGriff est éligible depuis 2010 pour le Temple de la renommée du baseball et les arguments sont partagés quant à la possibilité de le voir un jour entrer à Cooperstown parmi les immortels de ce sport. À sa première année d'éligibilité, il a récolté 21,5 % des votes exprimés, loin des 75 % nécessaires pour être admis au Temple. Après un recul à 17,9 % en 2011, ses appuis grimpent à 23,9 % en 2012. Il ne parvient pas à faire de gains substantiels au fil des ans et son nom apparaît sur 20,9 % des bulletins de vote en 2016, à la 7e de ses 10 années d'éligibilité. En 2017, il reçoit 21,7 pour cent des votes.
En 2007, les Devil Rays engagent McGriff dans un rôle de conseiller. En 2015, McGriff, marié depuis 27 ans et père de deux enfants dans la vingtaine, vivait à Tampa et était un conseiller pour les Braves d'Atlanta.

## Vie personnelle
Fred McGriff est affublé du surnom Crime Dog (« le chien du crime ») en référence à McGruff the Crime Dog, un chien anthropomorphique en dessin animé apparaissant dans les années 1980 dans des messages d'intérêt public et des vidéos éducatifs consacrés à la prévention du crime. Ce surnom lui est donné par l'animateur d'ESPN Chris Berman.
McGriff est aussi bien connu du public américain pour son apparition dans l'Emanski Defensive Drills Video, une publicité pour des vidéocassettes enseignant aux jeunes quelques techniques de baseball, produites par l'entraîneur Tom Emanski. La publicité contenant une courte séquence filmée avec McGriff en 1991 est diffusée régulièrement pendant plus de 10 ans. McGriff dit avoir reçu quelques conseils d'Emanski lorsqu'il avait 18 ou 19 ans et avait accepté en échange de tourner la séquence vidéo quelques années plus tard. La qualité modeste de la vidéo et sa longévité à la télévision américaine en fait un certain phénomène de culture pop, au point d'« meilleur endossement de produit par un athlète » par la chaîne sportive ESPN. McGriff, qui est à l'écran simplement identifié comme « Major League Super Star », toucha de modestes redevances pour avoir entériné le produit.

## Statistiques en carrière
| Statistiques de frappeur |            |            |      |      |      |      |     |    |     |      |    |    |      |      |       |       |       |
|                          |            |            | G    | AB   | R    | H    | 2B  | 3B | HR  | RBI  | SB | CS | BB   | SO   | BA    | OBP   | SLG   |
| Totaux                   | 19 saisons | 19 saisons | 2460 | 8757 | 1349 | 2490 | 441 | 24 | 493 | 1550 | 72 | 38 | 1305 | 1882 | 0,284 | 0,377 | 0,509 |